# انولا (پنسیلوانیا)
انولا (به انگلیسی: Enola) یک منطقهٔ مسکونی در ایالات متحده آمریکا است که در پنسیلوانیا واقع شده‌است. انولا ۴٫۹۴ کیلومتر مربع مساحت و ۶٬۱۱۱ نفر جمعیت دارد و ۱۳۷٫۱۶ متر بالاتر از سطح دریا واقع شده‌است.